# Dehu Road
Dehu Road é uma cidade no distrito de Pune, no estado indiano de Maharashtra.

## Demografia
Segundo o censo de 2001, Dehu Road tinha uma população de 46,900 habitantes. Os indivíduos do sexo masculino constituem 53% da população e os do sexo feminino 47%. Dehu Road tem uma taxa de literacia de 74%, superior à média nacional de 59.5%: a literacia no sexo masculino é de 80% e no sexo feminino é de 67%. Em Dehu Road, 12% da população está abaixo dos 6 anos de idade.